# Isolapotamon borneense
Isolapotamon borneense is een krabbensoort uit de familie van de Potamidae. De wetenschappelijke naam van de soort is voor het eerst geldig gepubliceerd in 1998 door Ng & S. H. Tan.